# Bitwa koło Lemnos (1913)
Bitwa koło Lemnos – bitwa morska, stoczona 5 stycznia?/18 stycznia 1913 roku na Morzu Egejskim pomiędzy flotami grecką i osmańską, podczas I wojny bałkańskiej.
Po zwycięstwie taktycznym, jakie odniosła marynarka wojenna Grecji w bitwie koło przylądka Elli, flota turecka, pod dowództwem nowego admirała, Ramis Beya, rozpoczęła intensywne akcje dywersyjne, obliczone na wywołanie chaosu w greckiej flocie, stacjonującej na kotwicowisku w zatoce wyspy Lemnos. W nocy z 13 na 14 stycznia 1913 roku (według nowego kalendarza) turecki krążownik pancernopokładowy „Hamidiye” niespostrzeżenie minął linie patrolowe u wejścia do Dardaneli i dokonał niespodziewanych ataków na greckie linie zaopatrzeniowe, m.in. na Síros, w Bejrucie i Port Saidzie. Celem tureckiej dywersji było zmuszenie głównodowodzącego flotą grecką, kontradmirała Pawlosa Kunduriotisa, do wykorzystania w pościgu za rajderem nowoczesnego krążownika pancernego „G. Averof”, najgroźniejszego okrętu marynarki greckiej.
Jednak admirał Kunduriotis, pomimo rozkazów Ministra Marynarki, zdecydował o pozostaniu najwartościowszego okrętu, jakim rozporządzał, na kotwicowisku w zatoce Mudros. Przewidywał on, ze dowództwo tureckie planuje wydanie walnej bitwy flocie greckiej, z zamiarem wyparcia jej z północnej części Morza Egejskiego i odbicia zajętych wcześniej przez Grecję wysp.
18 stycznia 1913 r. turecka flota wypłynęła z Dardaneli na Morze Egejskie. W jej skład wchodziły przeddrednoty: „Barbaros Hayreddin", „Turgut Reis”, „Mesudiye” i „Asar-i Tevfik” (ten ostatni pozostał u wejścia do cieśniny) oraz jako osłona krążownik pancernopokładowy „Mecidiye” i 5 kontrtorpedowców. Turcy liczyli na zaskoczenie Greków na kotwicowisku. Zauważył ich patrolujący morze grecki kontrtorpedowiec „Leon”. Powiadomiony Pavlos Kunduriotis wykorzystał tę okoliczność do przyjęcia bitwy na korzystnych dla siebie warunkach, z dala od tureckich baterii nadbrzeżnych.
Flota grecka opuściła kotwicowisko o godzinie 10.25. Jako pierwszy płynął „Georgios Averof", za nim pancerniki obrony wybrzeża „Spetsai”, „Hydra” i „Psara”, z osłoną 5 kontrtorpedowców. Turcy otworzyli ogień o godzinie 11.32., przy odległości ok. 8000 metrów. Po kilku minutach ogniem odpowiedziała flota grecka. Celny ogień greckich artylerzystów i śmiałe działanie dowodzącego grecką flotą admirała Kunduriotisa zmusiły Turków do wykonania zwrotu w kierunku Dardaneli. Grecy rozpoczęli pościg, w trakcie którego „Georgios Averof” samodzielnie dochodził okręty tureckie, korzystając z przewagi prędkości, podczas gdy pozostałe, powolniejsze okręty greckie pozostawały jeszcze z tyłu. Pościg i walkę przerywano dopiero ok. godz. 15.00.
W efekcie celnego ostrzału Greków, poważne uszkodzenia odniósł flagowy pancernik „Barbaros Hayreddin”. Łącznie zginęło 41 tureckich marynarzy, 104 zostało rannych (w tym 68 zabitych bądź rannych na krążowniku „Mecidiye”). Grecy nie ponieśli strat w ludziach, jedynie jeden marynarz został ranny. Według innych źródeł, na „Awerofie” zginął jeden marynarz i raniono czterech. Strategiczne zwycięstwo w bitwie pod Lemnos odniosła flota grecka, potwierdzając stan posiadania i swe panowanie na Morzu Egejskim. Marynarka turecka już do końca I wojny bałkańskiej chroniła się w Dardanelach, nie wypływając niemal na Morze Egejskie.
Na cześć zwycięstwa w bitwie pod Lemnos otrzymał swoją nazwę pancernik, zakupiony przez rząd grecki w 1914 roku.